# Callaloo

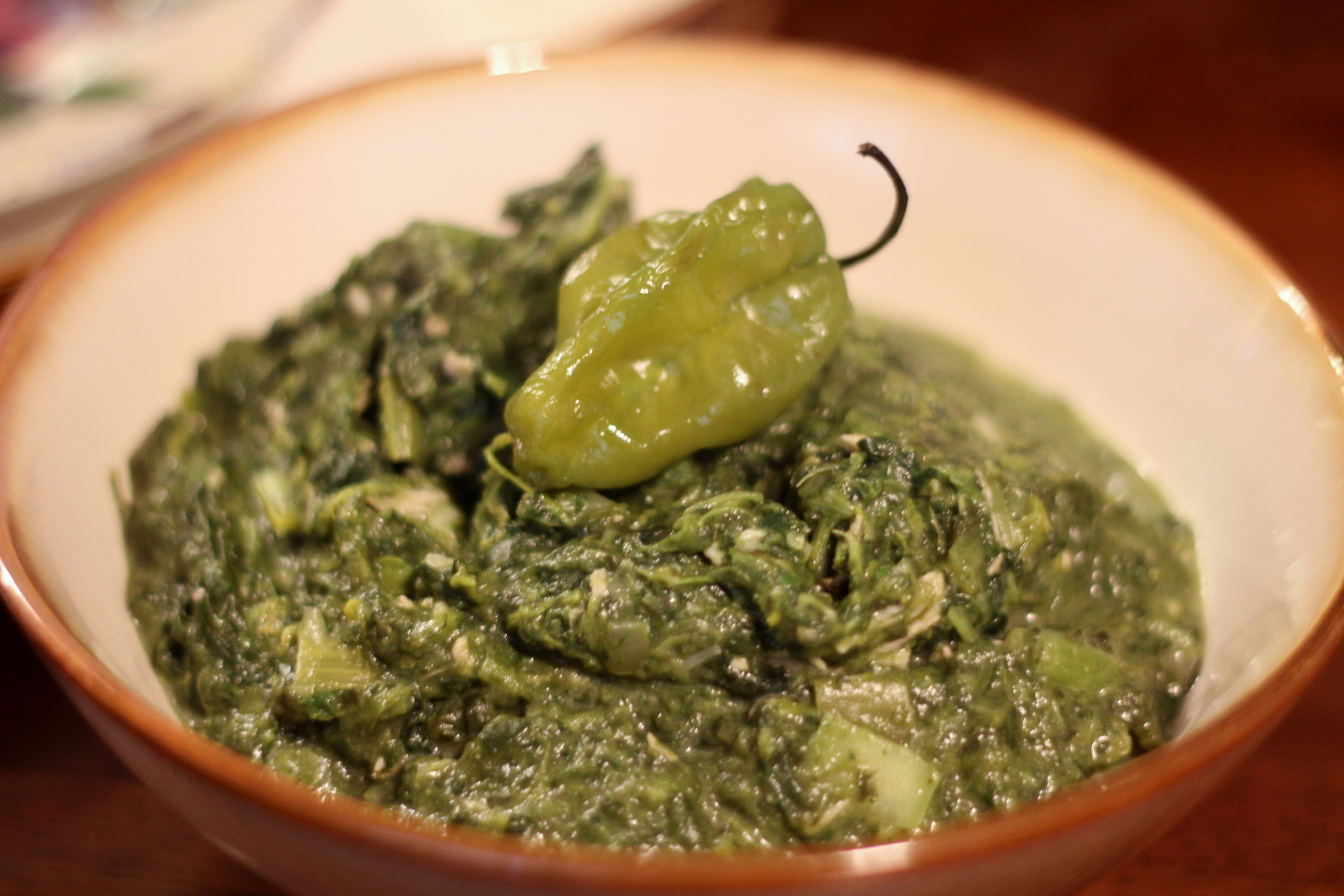
Callaloo

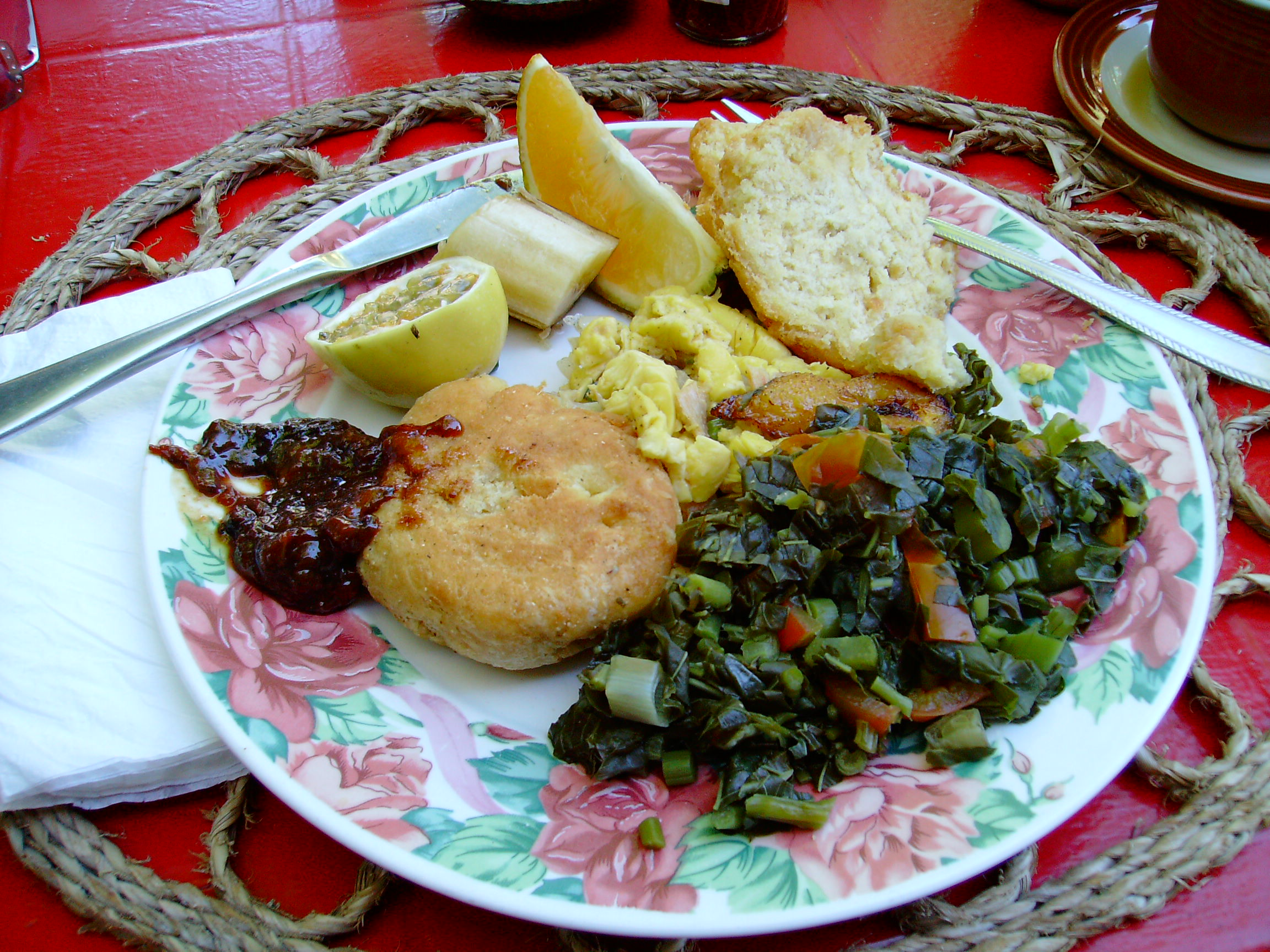
Jamajská snídaně obsahující callaloo

Callaloo (též callalloo, calalloo, calaloo nebo kallaloo) je pokrm populární především v karibské kuchyni. Základní ingrediencí callaloo je taro (listy kolokázie jedlé), někdy i jiné listové zeleniny. Listy taro se dusí, mezi další používané suroviny patří například okra, cibule, kokosové mléko, mořské plody (například krabi), maso nebo dýně. Callaloo se může kořenit chilli, česnekem nebo tymiánem.

## Varianty
- V jamajské kuchyni se callaloo připravuje s treskou, rajčaty, tukem a cibulí, přidává se chilli scotch bonnet. Callaloo se na Jamajce obvykle podává k snídani.
- V grenadské kuchyni se callaloo ochucuje česnekem a kokosovým mlékem a často se podává jako příloha.
- Na Guadeloupe je krabí callaloo tradičním velikonočním pokrmem.